# 布斯氏二鬚魮
布斯氏二鬚魮（学名：Capoeta buhsei）为輻鰭魚綱鯉形目鲤科二鬚魮屬的一個種，該物種主要分布於亞洲伊朗纳马克盐湖，體長可達8.6公分，棲息在中底層水域。

## 扩展阅读
維基物種上的相關：布斯氏二鬚魮